# Rete filoviaria di Cremona
La rete filoviaria di Cremona fu in esercizio nella città lombarda dal 1940 al 2002.

## Storia
La rete filoviaria di Cremona iniziò il servizio regolare il 1º dicembre 1940, sostituendo la rete tranviaria urbana, considerata ormai obsoleta.
Consisteva di 2 linee con capolinea alla stazione ferroviaria:
- 1 stazione ferroviaria - piazza Roma - porta Venezia - San Sigismondo (ospedale)
- 2 stazione ferroviaria - piazza Roma - barriera Po

Il servizio fu gestito dalla Società Elettrica Bresciana (SEB) fino al 1959, quando la municipalizzata AEM acquisì la gestione dei servizi di trasporto cittadini.
Nel 1983 furono attivati alcune importanti estensioni e il servizio fu riorganizzato:
- 1 barriera Po - piazza Roma - stazione ferroviaria - via Dante - porta Venezia - viale Concordia (ospedale)
- 2 barriera Po - piazza Roma - corso Mazzini - porta Venezia - San Sigismondo (ospedale)
- il deposito si trovava in via Santa Maria in Betlem, ma le vetture Volvo B59 ne uscivano e rientravano ad aste abbassate, con la corrente prodotta da un piccolo generatore diesel.

Il servizio filoviario fu sospeso nel 2002, dopo che un anno prima era passato in gestione alla società KM, in contemporanea con l'istituzione di una zona pedonale sul corso Garibaldi; le proposte di riattivazione anche parziale della rete non hanno mai avuto alcun effetto pratico. Nel 2015 è stata smantellata la linea aerea.

## Mezzi
| Numeri sociali | Costruzione | Radiazione | Telaio         | Carrozzeria | Equipaggiamento elettrico | Note                              |
| -------------- | ----------- | ---------- | -------------- | ----------- | ------------------------- | --------------------------------- |
| 1-10           | 1940        | 1943-1964  | Fiat 635F/571  | Fiat        | TIBB                      | Un mezzo distrutto nel 1943       |
| 11-12          | 1952        | 1975       | Fiat 668F/110  | Cansa       | TIBB                      |                                   |
| 13-14          | 1960        | 1977       | Fiat 2401F/500 | Cansa       | TIBB                      |                                   |
| 15-19          | 1964        | 1981       | Fiat 2405F     | Menarini    | TIBB                      | Ceduti a Carrara nel 1983         |
| 20-27          | 1981        | 2002       | Volvo B59-59   | Mauri       | Ansaldo                   | Erano dotati di generatore diesel |
| 28-29          | 1996        | 2002       | Breda 4001.12  | Breda       | Ansaldo                   |                                   |